# Popular Mechanics for Kids
Super Mécanix (Popular Mechanics for Kids) est une émission de télévision canadienne pour la jeunesse en 72 épisodes de 25 minutes, basée sur le mensuel Popular Mechanics, et diffusée du 13 septembre 1997 au 11 février 2001 sur le réseau Global.
Elle est animée en grande partie par des adolescents, Elisha Cuthbert, Vanessa Lengies et Jay Baruchel, et coanimée par un adulte, Charles Powell, qui donne des conseils, trucs et astuces dans Charlie expérimente ou Les trucs de Charlie. Le magazine télévisé apparaît vers 1997. Jay Baruchel sera le présentateur de la première saison mais il est remplacé par Tyler Kyte qui poursuit l'activité de ce magazine avec Elisha de 1998 à 2001.
Au Québec, elle a été diffusée à partir du 3 septembre 1998 à la Télévision de Radio-Canada.
En France elle a été diffusée sur Disney channel et Gulli en langue française.

## Animateurs
- Elisha Cuthbert (1997-2001) - Elisha (saisons 1 à 4)
- Jay Baruchel (1997-1998) - Jay (saison 1)
- Tyler Kyte (1998-2001) - Tyler (saisons 2 à 4)
- Vanessa Lengies (1999-2001) - Vanessa (quelques épisodes, saisons 3 et 4)
- Charles Powell (1997-2001) - Charlie (saisons 1 à 4)

## Épisodes

### Saison 1 (1997-1998) - 22 épisodes
(La traduction des titres est approximative)
1. Les souterrains
2. Le monde sous-marin
3. Les zoos
4. Les camions de l'extrême
5. Les montagnes russes
6. Les sports
7. Les ordures
8. Les métiers dans la marine
9. Extrêmes structures
10. Les porte-avions
11. Les orages
12. De la crème glacée au chewing gum
13. Les incendies
14. Les aquariums
15. Les jouets
16. Voyage dans l'Espace
17. Les robots
18. Best of
19. L'argent
20. Les maîtres des airs
21. Musique Maestro!
22. Vols extrêmes

### Saison 2 (1998-1999) - 21 épisodes
1. Le Pôle Nord
2. Scène de crime
3. Le système digestif
4. L'aventure océanique
5. La police
6. Les sports de glisse
7. Les effets spéciaux
8. La Terre en colère
9. Le langage animalier
10. La vie au crépuscule
11. Sauvetage et secourisme
12. Le cirque
13. Les étoiles
14. Au fond des marais
15. Les camions
16. Les explosifs
17. Le avions supersoniques
18. Best of
19. Les rampants
20. Machines monstrueuses
21. Expériences incroyables

### Saison 3 (1999-2000) - 22 épisodes
1. Créatures marines
2. Sale boulot
3. Le fonctionnement du corps humain
4. Motos de l'extrême
5. Les OVNI
6. Best of
7. La glace
8. Le désert
9. Les écolos
10. Les pirates
11. Vie réelle ou science fiction
12. Best of
13. La station spatiale
14. L'eau

### Saison 4 (2001) - 6 épisodes
1. Les parachutes
2. La lutte contre les catastrophes
3. En eaux profondes
4. Sur la ligne de front